# Echinorhynchus melanoglaeae
Echinorhynchus melanoglaeae is een soort haakworm uit het geslacht Echinorhynchus. De worm behoort tot de familie Echinorhynchidae. Echinorhynchus melanoglaeae werd in 1960 beschreven door Dollfus.